# Chenôves
Chenôves är en kommun i departementet Saône-et-Loire i regionen Bourgogne-Franche-Comté i östra Frankrike. Kommunen ligger i kantonen Buxy som tillhör arrondissementet Chalon-sur-Saône. År 2022 hade Chenôves 208 invånare.

## Befolkningsutveckling
Antalet invånare i kommunen Chenôves
| Referens: INSEE |